# Pseudodaphnella intaminata
Pseudodaphnella intaminata é uma espécie de gastrópode do gênero Pseudodaphnella, pertencente a família Raphitomidae.